# Moto Guzzi Targa
La Moto Guzzi Targa è una motocicletta prodotta dalla casa motociclistica italiana Moto Guzzi in un numero limitato di esemplari tra il 1989 e il 1993.

## Profilo e contesto
Come tipico della filosofia Guzzi del periodo, non si trattava di un modello costruito ex-novo, ma di un prodotto creato assemblando componenti preesistenti su altri modelli precedenti.
La Targa 750 era una sportiva non estrema, basata su motore da 750 cc a due valvole già montato sulla Strada 750 e SP 750, con carrozzeria derivata dalla precedente V65 Lario, che a differenza di questa montava un motore a 4 valvole e una semicarena più moderna, similare a quella montata sulle ultime serie della Le Mans 1000.

## Caratteristiche tecniche
| Caratteristiche tecniche - Moto Guzzi Targa 750            | Caratteristiche tecniche - Moto Guzzi Targa 750                            | Caratteristiche tecniche - Moto Guzzi Targa 750                            | Caratteristiche tecniche - Moto Guzzi Targa 750                            | Caratteristiche tecniche - Moto Guzzi Targa 750                            | Caratteristiche tecniche - Moto Guzzi Targa 750                            |
| Dimensioni e pesi                                          | Dimensioni e pesi                                                          | Dimensioni e pesi                                                          | Dimensioni e pesi                                                          | Dimensioni e pesi                                                          | Dimensioni e pesi                                                          |
| ---------------------------------------------------------- | -------------------------------------------------------------------------- | -------------------------------------------------------------------------- | -------------------------------------------------------------------------- | -------------------------------------------------------------------------- | -------------------------------------------------------------------------- |
| Ingombri (lungh.×largh.×alt.)                              | 2130 × 750 × 1270 mm                                                       | 2130 × 750 × 1270 mm                                                       | 2130 × 750 × 1270 mm                                                       | 2130 × 750 × 1270 mm                                                       | 2130 × 750 × 1270 mm                                                       |
| Interasse: 1480 mm                                         | Interasse: 1480 mm                                                         | Massa a vuoto: 180 kg                                                      | Massa a vuoto: 180 kg                                                      | Serbatoio: 16,5 l                                                          | Serbatoio: 16,5 l                                                          |
| Meccanica                                                  |                                                                            |                                                                            |                                                                            |                                                                            |                                                                            |
| Tipo motore: Bicilindrico a v, a quattro tempi             | Tipo motore: Bicilindrico a v, a quattro tempi                             | Tipo motore: Bicilindrico a v, a quattro tempi                             | Tipo motore: Bicilindrico a v, a quattro tempi                             | Raffreddamento: ad aria                                                    | Raffreddamento: ad aria                                                    |
| Cilindrata                                                 | 743,9 cm³ (Alesaggio 80 × Corsa 74 mm)                                     | 743,9 cm³ (Alesaggio 80 × Corsa 74 mm)                                     | 743,9 cm³ (Alesaggio 80 × Corsa 74 mm)                                     | 743,9 cm³ (Alesaggio 80 × Corsa 74 mm)                                     | 743,9 cm³ (Alesaggio 80 × Corsa 74 mm)                                     |
| Distribuzione: aste e bilanceri con 2 valvole per cilindro | Distribuzione: aste e bilanceri con 2 valvole per cilindro                 | Distribuzione: aste e bilanceri con 2 valvole per cilindro                 | Alimentazione: a carburatori Dell'Orto                                     | Alimentazione: a carburatori Dell'Orto                                     | Alimentazione: a carburatori Dell'Orto                                     |
| Potenza: 48 CV (35 kW) a 6200 giri                         | Potenza: 48 CV (35 kW) a 6200 giri                                         | Coppia:                                                                    | Coppia:                                                                    | Rapporto di compressione: 9.7:1                                            | Rapporto di compressione: 9.7:1                                            |
| Frizione: monodisco a secco                                | Frizione: monodisco a secco                                                | Frizione: monodisco a secco                                                | Cambio: a 5 rapporti                                                       | Cambio: a 5 rapporti                                                       | Cambio: a 5 rapporti                                                       |
| Accensione                                                 | elettronica                                                                | elettronica                                                                | elettronica                                                                | elettronica                                                                | elettronica                                                                |
| Trasmissione                                               | a cardano                                                                  | a cardano                                                                  | a cardano                                                                  | a cardano                                                                  | a cardano                                                                  |
| Avviamento                                                 | elettrico                                                                  | elettrico                                                                  | elettrico                                                                  | elettrico                                                                  | elettrico                                                                  |
| Ciclistica                                                 |                                                                            |                                                                            |                                                                            |                                                                            |                                                                            |
| Telaio                                                     | tubolare a culla scomponibile                                              | tubolare a culla scomponibile                                              | tubolare a culla scomponibile                                              | tubolare a culla scomponibile                                              | tubolare a culla scomponibile                                              |
| Sospensioni                                                | Anteriore: forcella telescopica a gas / Posteriore: forcellone oscillante  | Anteriore: forcella telescopica a gas / Posteriore: forcellone oscillante  | Anteriore: forcella telescopica a gas / Posteriore: forcellone oscillante  | Anteriore: forcella telescopica a gas / Posteriore: forcellone oscillante  | Anteriore: forcella telescopica a gas / Posteriore: forcellone oscillante  |
| Freni                                                      | Anteriore: 2 freni a disco da 270 mm / Posteriore: freno a disco da 235 mm | Anteriore: 2 freni a disco da 270 mm / Posteriore: freno a disco da 235 mm | Anteriore: 2 freni a disco da 270 mm / Posteriore: freno a disco da 235 mm | Anteriore: 2 freni a disco da 270 mm / Posteriore: freno a disco da 235 mm | Anteriore: 2 freni a disco da 270 mm / Posteriore: freno a disco da 235 mm |
| Pneumatici                                                 | anteriore 100/90 V18 - posteriore 120/80 V18                               | anteriore 100/90 V18 - posteriore 120/80 V18                               | anteriore 100/90 V18 - posteriore 120/80 V18                               | anteriore 100/90 V18 - posteriore 120/80 V18                               | anteriore 100/90 V18 - posteriore 120/80 V18                               |
| Prestazioni dichiarate                                     |                                                                            |                                                                            |                                                                            |                                                                            |                                                                            |
| Velocità massima                                           | oltre 185 km/h                                                             | oltre 185 km/h                                                             | oltre 185 km/h                                                             | oltre 185 km/h                                                             | oltre 185 km/h                                                             |
| Consumo                                                    | 6,1 litri per 100 km                                                       | 6,1 litri per 100 km                                                       | 6,1 litri per 100 km                                                       | 6,1 litri per 100 km                                                       | 6,1 litri per 100 km                                                       |
| Fonte dei dati:                                            |                                                                            |                                                                            |                                                                            |                                                                            |                                                                            |